# Peter Wiklöf
Peter Wiklöf, född 1966, är VD och koncernchef för finländska Ålandsbanken sedan 2008. Wiklöfs far Lasse Wiklöf var finansminister i Ålands landskapsregering och hans farbror är affärsmannen Anders Wiklöf.

## Karriär
Peter Wiklöf är utbildad jurist vid Stockholms universitet och har arbetat på olika poster inom Ålandsbanken sedan 1992, senast som VD för dotterbolaget Crosskey Banking Solutions Ab Ltd, som är en nordisk leverantör av banksystem. Under Peter Wiklöfs ledning förvärvade Ålandsbanken i mars 2009 isländska Kaupthings verksamhet i Sverige. Sedan 2011 är Wiklöf ordförande för Ålands Näringsliv